# ヨーゼフ・チョーカ
ヨーゼフ・チョーカ（József Csóka、1936年1月10日 - 2019年8月19日）は、ハンガリー・ファーツェントラースロー出身の元サッカー選手。ポジションはフォワード。

## 経歴
ハンガリーで生まれ、ブダペスト・ホンヴェードFCの下部組織で育ったが、当時のトップチームにはフェレンツ・プスカシュがいたため、リザーブチームでのプレーを余儀なくされた。
1957年にスペインへ活躍の場を移し、1958年に加入したアトレティコ・マドリード在籍時にスペイン国籍を取得した。しかし、ここではレギュラーに定着できず、その後はセグンダ・ディビシオンのクラブを転々とし、1970年にFCアンドラにて現役を引退した。